# 卡松 (大西洋卢瓦尔省)
卡松（法語：Casson，法語發音：[kasɔ̃] ⓘ）是法国大西洋卢瓦尔省的一个市镇，位于该省中北部，属于沙托布里扬-昂斯尼区。

## 地理
卡松（47°23'9"N, 1°33'34"W）面积16.15 平方千米，位于法国卢瓦尔河地区大区大西洋卢瓦尔省，该省份为法国西北部沿海省份，位于布列塔尼半岛东南部，北起伊勒-维莱讷省，西北接莫尔比昂省，西临大西洋，南至旺代省，东临曼恩-卢瓦尔省。
与卡松接壤的市镇（或旧市镇、城区）包括：埃德尔河畔诺尔、格朗尚德方丹、埃里克、埃德尔河畔叙塞。
卡松的时区为UTC+01:00、UTC+02:00（夏令时）。

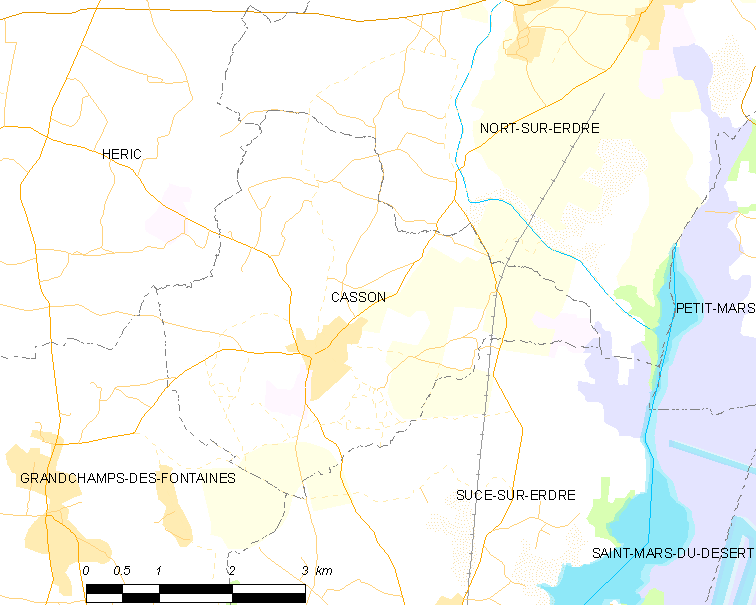
卡松的OSM定位图

## 行政
卡松的邮政编码为44390，INSEE市镇编码为44027。

## 政治
卡松所属的省级选区为埃德尔河畔诺尔县。

## 交通
大西洋卢瓦尔省省道D26线和D37线在市中心交汇。

## 人口

1962-2008年间卡松人口变化图示

卡松于2022年1月1日时的人口数量为2600人。